# 배틀필즈 파크

배틀필즈 파크에 전시되어 있는 대포 조각

배틀필즈 파크(Battlefields Park)는 퀘벡 시 내에 있는 데 브래이브스 공원(Des Braves Park)과 함께 에이브러햄 평원을 포함하며 캐나다의 몇 안 되는 도시 공원 중 하나이다. 이 공원이 중요한 것은 영국이 프랑스를 상대로 승리를 거두면서 캐나다의 발전을 결정지은 아브라함 평원 전투에 있다. 1908년 3월 17일에 법률로 공원으로 지정되었으며, 관광안내소와 산책로가 있으며, 때로는 야외콘서트나, 특히 전국 축제 행사에 사용되고 있다. 공원에는 땅 속에 흩어져 있었던 약 50개의 역사적인 대포 유물을 보유하고 있다. 그것은 캐나다 문화유산 장관 휘하의 연방 정부 기관인 국립 전장위원회에 의해 관리되고 있다. 위원들은 여왕의 캐나다, 온타리오, 그리고 퀘벡위원회에서 임명하고 있다. 위원회는 또한 1948년부터 자체 경찰 서비스를 감독해 오고 있다.

## 마르텔로 타워

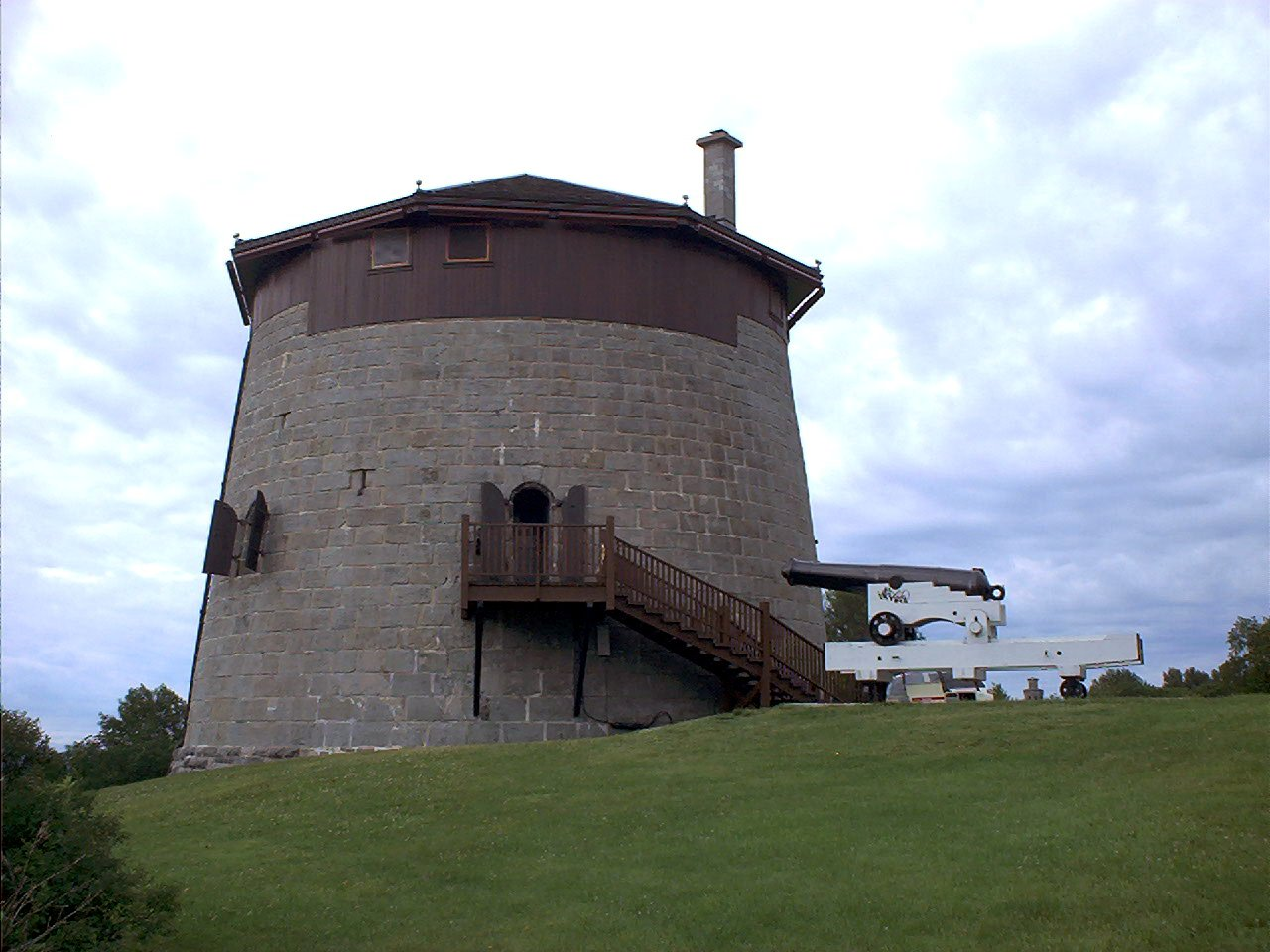
마르텔로 타워 1번탑. 원래는 탑 내부에 장착되어 있었던 대포를 재건한 것

퀘벡 성벽을 포위하기 위해 접근하는 미국인들을 방어하기 위해 영국군에 의해 만들어졌다. 4개의 마르텔로 타워는 1808년 제임스 크레이그에 의해 시작되었고 1812년에 완공되었다. 타워는 상호 방위를 위해 퀘벡 시로 서쪽에서 접근하는 것을 차단할 목적으로 북서쪽에서 남동쪽으로 아브라함 평원을 양분하는 축을 따라 배치되었다. 그리하여 이름을 붙이지 않고, 숫자를 붙였다. 3번 타워는 1900년대 허물어졌지만, 나머지 3개는 남아 있다. 타워의 제한된 구멍은 적의 강습으로 점령되는 것을 방지하기 위해 설계된 반면, 타워의 둥근 모양(발사체를 빗나가게 하는)과 두꺼운 벽돌 벽은 대포의 포격에 거의 영향을 받지 않도록 했다.

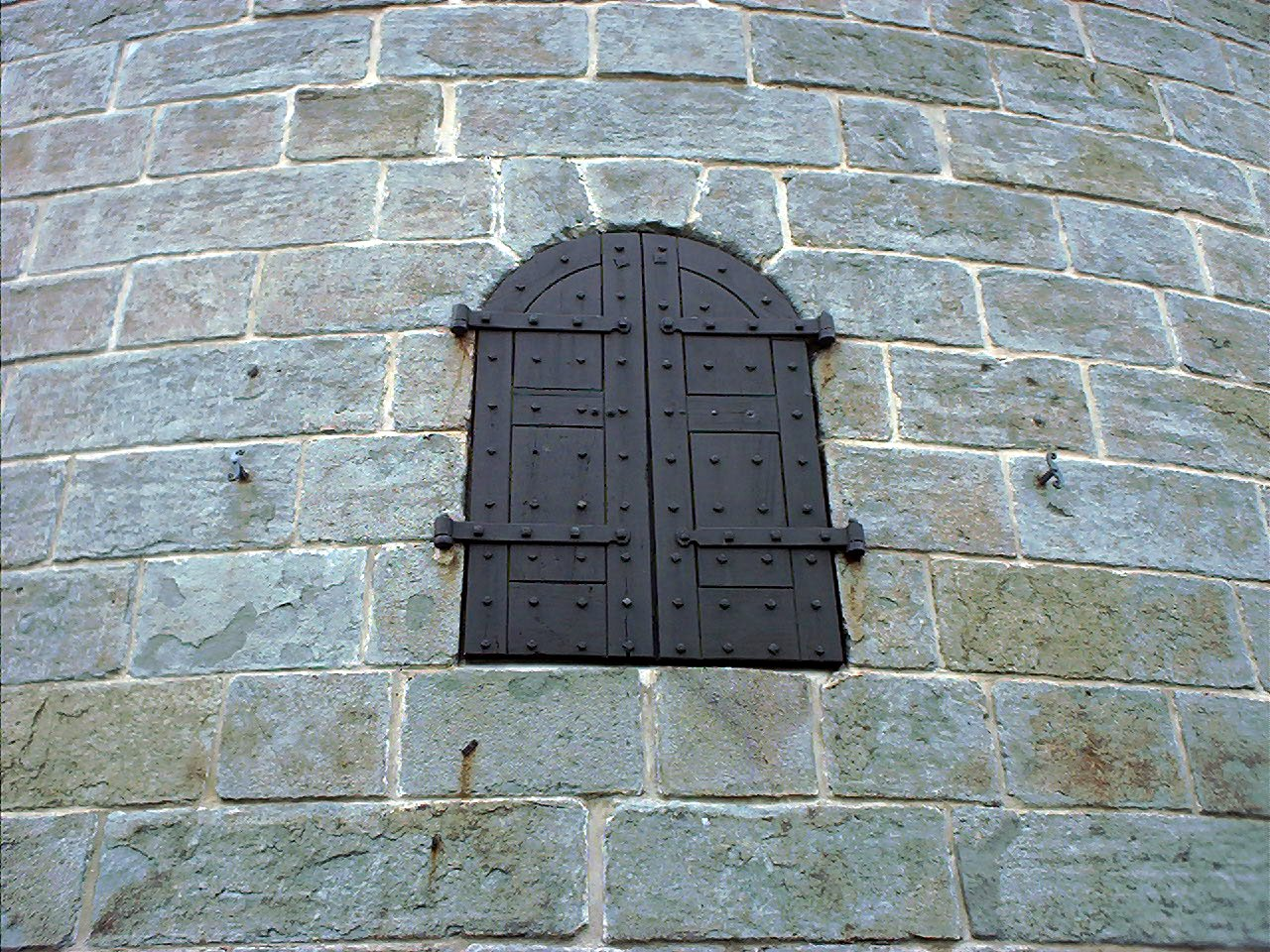
마르텔로 탑의 문

탑으로 난 문은 성인 남자 두 배의 높이인 약 4.5m에 달하며, 이동식 사다리로만 접근할 수 있었다. 탑은 전투에서 시험되지 않았으며, 1860년대에 포의 발달로 인해 폐기되었고, 그러한 포들은 벽을 관통할 정도로 강력했다.
군사 공학 테마를 사용한 마르텔로 1호 타워는 여름 기간에 3층을 볼 수 있도록 개방되어 있다.마르텔로 타워는 가을에 착탈식 지붕이 장착되어 눈이 포탑 위에 쌓이지 않도록 했고, 봄에는 제거했다. 이러한 지붕은 이후 거의 동일하게 보이는 영구적 지붕으로 대체되었다.
3개의 탑은 1990년에 국가 사적지로 지정되었으며, 또한 퀘벡 국가 유적지의 요새화의 일부를 형성하고 있다.
3개의 타워 중 하나는 공원에서 떨어진 도시 거리 내에 있다.